# 지방도 제945호선
지방도 제945호선은 경상북도 경주시 양남면 신대리와 강동면 인동리 유금지하교를 잇는 경상북도의 지방도이다.
1996년 도로현황조서에 처음으로 나온다. 당시 기점은 경상남도 울산시 농소읍 매곡리였다. 울산시가 광역시로 승격하면서 울산광역시 구간은 지방도 지정이 해제되고 울산광역시도로 전환되었다.
실질적인 구간은 마우나 오션 리조트로 진입하는 진입로가 이 지방도에 해당되며, 대부분 구간은 개설조차 되지 않았다. 2013년 4월에 양북면 장항리 ~ 석굴암 구간이 경주시 군도였다가 지방도로 승격되었다.
도로 대부분이 개설되지 않아 이용객이 매우 적어 2012년에 교통량이 가장 적은 지방도에 선정되었다.

## 연혁
- 2003년 2월 20일 : 노선 폐지 및 재지정.[3]
- 2013년 5월 16일 : 종점을 경주시 양북면 장항리에서 강동면 인동리로 변경해 33.5km 구간 연장 및 국립공원구간 폐지. 이에 따라 '농소 ~ 양북선'에서 '농소 ~ 강동선'이 됨.[4]
- 2018년 11월 15일 : 노선 변경으로 총 연장이 36.7km에서 39.6km로 연장.[5]
- 2021년 12월 6일 : 노선명을 '농소 ~ 양북선'에서 '양남 ~ 강동선'으로 변경 및 총 연장을 39.6km에서 53.07km로 변경함.[6]
- 2022년 2월 7일 : 왕신교(경주시 강동면 왕신리) 400m 구간 확장 개통, 기존 447m 구간 폐지[7]

## 주요 경유지
- 경주시
  - 양남면 신대리 도 경계 - 마우나오션리조트 - (미개통 구간 : 석촌리 - 효동리)
  - 문무대왕면 (미개통 구간 : 장항리) - (토함산목장) - 장항7교 - 장항6교 - 장항5교 - 장항4교 - 장항3교 - 장항2교 - 장항1교 - 장항삼거리 - 범곡리 - 추령교 - 추령터널(621m)
  - 보덕동 추령터널(621m) - 황룡2교 - 황룡1교 - 황룡교 - 덕동교 - 덕동댐 - 보불로삼거리 - 엑스포삼거리 - 신라교 - 경주밀레니엄파크 - 더케이호텔경주 - 경주화백컨벤션센터앞 - 육부촌 - 경주힐링테마파크 - 보문청소년수련원 - 손곡동
  - 천북면 경주승마클럽 - 물천리 - 천북교 - 동산리 - 천북면사무소 - (동산앞) - 휘미지 - 성지리 - 화산리
  - 강동면 왕신 교차로 - 왕신리 - 국당리 - 국당교 - 유금지하교

## 도로명
- 경주시 양남면 신대리 도 경계 ~ 마우나오션리조트 : 동남로
- 경주시 문무대왕면 (토함산목장) ~ 장항삼거리 : 불국로
- 경주시 문무대왕면 장항삼거리 ~ 보덕동 엑스포삼거리 : 경감로
- 경주시 보덕동 엑스포삼거리 ~ 경주화백컨벤션센터앞 : 엑스포로
- 경주시 보덕동 경주화백컨벤션센터앞 ~ 육부촌 : 보문로
- 경주시 보덕동 육부촌 ~ 천북면 동산리 : 천북남로
- 경주시 천북면 동산리 ~ (동산앞) : 천북로
- 경주시 천북면 (동산앞) ~ 휘미지 : 동산3길
- 경주시 천북면 휘미지 ~ 강동면 유금지하교 : 천강로